# Episodi di Alice Nevers - Professione giudice (tredicesima stagione)
La tredicesima stagione della serie televisiva Alice Nevers - Professione giudice è stata trasmessa su TF1 dal 14 maggio all'11 giugno 2015. In Italia è andata in onda dal 15 aprile al 13 maggio 2021 su Giallo.
| nº | Titolo originale    | Titolo italiano        | Prima TV Francia | Prima TV Italia |
| -- | ------------------- | ---------------------- | ---------------- | --------------- |
| 1  | Intime conviction   | Intima convinzione     | 14 maggio 2015   | 15 aprile 2021  |
| 2  | Illusion mortelle   | Sforzo                 | 14 maggio 2015   | 15 aprile 2021  |
| 3  | La loi de la jungle | La legge della giungla | 21 maggio 2015   | 22 aprile 2021  |
| 4  | Cas de conscience   | Caso di coscienza      | 21 maggio 2015   | 22 aprile 2021  |
| 5  | Les liens du cœur   | Legami di cuore        | 28 maggio 2015   | 29 aprile 2021  |
| 6  | Double espoir       | Una doppia speranza    | 28 maggio 2015   | 29 aprile 2021  |
| 7  | D-Day               | D-Day                  | 4 giugno 2015    | 6 maggio 2021   |
| 8  | Gitans              | Gitani                 | 4 giugno 2015    | 6 maggio 2021   |
| 9  | A brides abattues   | A briglie sciolte      | 11 giugno 2015   | 13 maggio 2021  |
| 10 | Chut!               | Chut!                  | 11 giugno 2015   | 13 maggio 2021  |

## Intima convinzione
- Titolo originale: Intime conviction
- Diretto da: Akim Isker
- Scritto da: Martin Brosolet e Jeffrey Frohner

### Trama
Dopo aver ricevuto un colpo di bisturi, Alice viene portata d'urgenza in sala operatoria. Mentre tutto sembra andare bene, si sveglia in preda alla visione di un cadavere. Quindici giorni dopo, tornata al lavoro, indaga con Marquand sulla strana morte di una psichiatra dei tribunali, che scopre che si tratta di omicidio.

## Sforzo
- Titolo originale: Illusion mortelle
- Diretto da: Akim Isker
- Scritto da: Denis Alamercery

### Trama
Una leader di una squadra di cheerleader, viene trovata morta su un campo da tennis. Suo padre, proprietario del complesso, è l'ultimo ad averla vista viva, ma gli inquirenti scoprono in una sala da preghiera con una foto della vittima velata: si era convertita all'Islam. Alice, ancora vittima di incubi, va di nuovo dal chirurgo, che le prescrive morfina per il dolore. Da parte sua, Marquand accoglie nel suo appartamento Léa Delcourt, una poliziotta dell'SDLP che è di stanza nell'edificio alcune sere della settimana.

## La legge della giungla
- Titolo originale: La loi de la jungle
- Diretto da: Julien Zidi
- Scritto da: Maxime Govare

### Trama
Un tirocinante in una banca d'affari muore durante una gara di beneficenza organizzata dalla sua azienda, ma si tratta di omicidio visto che la vittima è morta per assorbimento di una sostanza stimolante. Gli investigatori scoprono un mondo in cui gli stagisti competono ferocemente per il lavoro. Marquand è sempre preoccupato per Alice che continua a consumare la morfina.

## Caso di coscienza
- Titolo originale: Cas de conscience
- Diretto da: Julien Zidi
- Scritto da: Rodolphe Moyse

### Trama
Un uomo viene ucciso nella stanza d'ospedale in cui si trova suo figlio, in coma vegetativo da tre anni per un incidente stradale, ma è al centro di una lotta familiare tra i genitori per il prolungamento delle cure, e la moglie, contro l'accanimento terapeutico. Alice confida a Marquand dei suoi terrori notturni: pensa che le sue visioni siano legate alla morte di sua madre.

## Legami di cuore
- Titolo originale: Les liens du cœur
- Diretto da: Éric Le Roux
- Scritto da: Pascale Membry, Alice Chegaray Breugnot e Denis Alamercery

### Trama
Un'insegnante di inglese viene trovata morta vicino ad una fabbrica di cemento, ed era stata posta sotto sorveglianza elettronica dopo una rapina commessa dieci anni prima. Alice inizia a seguire sessioni di ipnosi per comprendere le visioni della sua infanzia.

## Una doppia speranza
- Titolo originale: Double espoir
- Diretto da: Éric Le Roux
- Scritto da: Jean-Marc Dosel

### Trama
Un dipendente di un albergo viene trovato morto soffocato nel seminterrato, ma gli investigatori sono stati sorpresi di scoprire che era transgender. L'impiegato modello ha fatto tutto in modo che nessuno lo sapesse. Alice inizia a fare domande a suo padre sulla sua infanzia, ma lui non risponde.

## D-Day
- Titolo originale: D-Day
- Diretto da: Akim Isker
- Scritto da: Aude Blanchard e Claire Alexandrakis

### Trama
Mentre Noah fa jogging, vede il corpo di una donna sulle rive della Senna, ma quando i sommozzatori la riportano a riva, il medico legale scopre che non è morta e la rianima. Ma durante il suo esame in ospedale, è fuggita. Poco dopo, il suo compagno viene trovato morto sulla scena di una rievocazione storica. Alice non può più contattare lo psichiatra e inizia a farsi prendere dal panico.

## Gitani
- Titolo originale: Gitans
- Diretto da: Akim Isker
- Scritto da: Denis Alamercery

### Trama
Un antiquario viene ucciso davanti alla figlia adolescente, mentre si atteggiava a commando della polizia. L'adolescente racconta agli inquirenti che lei e suo padre fanno parte della comunità zingara, ma da qualche anno se ne sono allontanati. Alice, le cui visioni montano sempre di più, è convinta di aver ucciso un uomo.

## A briglie sciolte
- Titolo originale: A brides abattues
- Diretto da: Eric Le Roux
- Scritto da: Olivier Mikael e Martin Brossollet

### Trama
Il proprietario di una piccola stalla per cavalli feriti, viene ucciso da un dardo ipodermico. Uno dei cavalli preferiti della figlia è scomparso e sembra essere la chiave del caso. Alice chiede finalmente a suo padre una spiegazione sul cadavere che ha dissotterrato.

## Shut!
- Titolo originale: Shut!
- Diretto da: Eric Le Roux
- Scritto da: Maxime Govaré

### Trama
Una segretaria medica e madre, viene trovata morta su una chiatta di ghiaia, e Alice e Marquand scoprono che la vittima era una seguace di un'applicazione dedicata all'infedeltà coniugale. Alice si avvicina allo psichiatra dopo aver scoperto che Marquand ha ospitato una collega Léa Delcourt.